# CWC模式
在密码学中， CWC 模式（Carter–Wegman + CTR模式）是一种认证加密，它提供加密与自带认证，类似于 CCM 和 OCB 模式。它结合了使用 CTR 模式进行加密与高效的多项式Carter-Wegman MAC ，设计者包括Tadayoshi Kohno 、 John Viega和Doug Whiting。 
CWC 模式已提交给NIST 进行标准化，但 NIST 最终选择了类似的GCM 模式。 
尽管 GCM 与 CWC 相比有弱点，  GCM 的作者还是成功地论证了 GCM。 